# Boszwartkoren
Boszwartkoren (Melampyrum sylvaticum) of boshengel is een eenjarige plant uit de bremraapfamilie (Orobanchaceae). Hij komt voornamelijk voor in de naaldbossen van bergachtige streken in Noord-Europa. De plant behoort tot de halfparasieten. Het aantal chromosomen is 2n = 18.
De plant wordt 10 tot 30 cm hoog en heeft vertakte stengels met tegenoverstaande lancetvormige bladeren. 
De bloeitijd strekt zich uit van mei tot augustus. De bloeiwijze is een losse tros. De 6-9 mm lange bloemen staan twee aan twee tegen over elkaar en hebben een geelbruine kleur. De groene schutbladen zijn lineair-lancetvormig en gaafrandig of aan de basis iets gekarteld. De vier kelkbladen zijn kaal en hebben vier, driehoekige tanden, die ongeveer even lang zijn als de kroonbuis. De gebogen kroonbuis heeft geen spoor of uitzakking aan de voet. De keel van de bloem is open. De bloem heeft vier meeldraden.
De vrucht is een tweezadige doosvrucht.

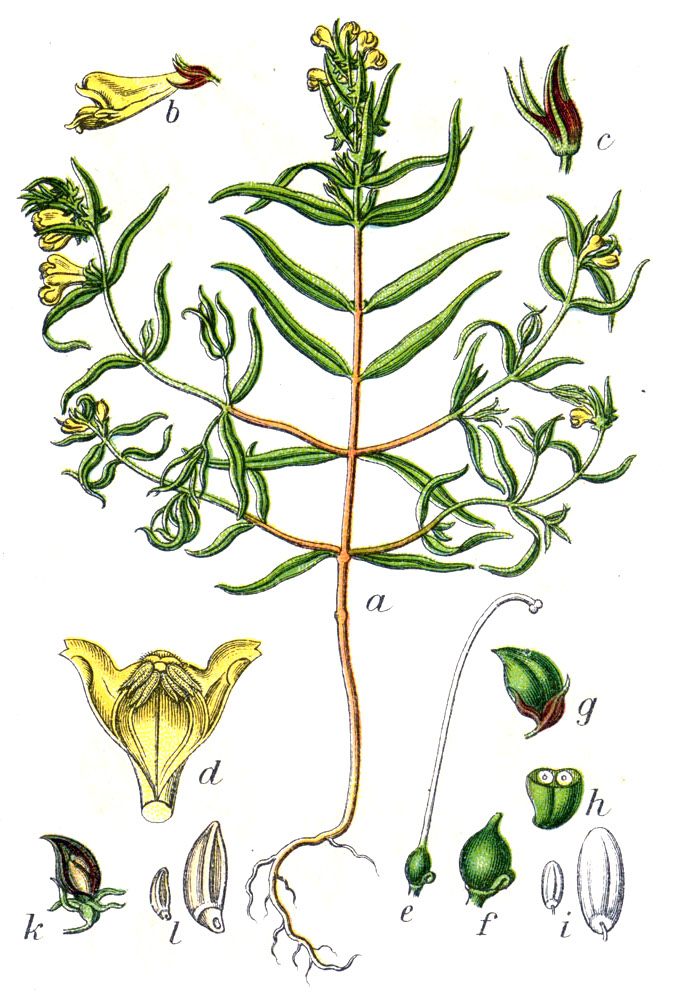
Illustratie van Jacob Sturm
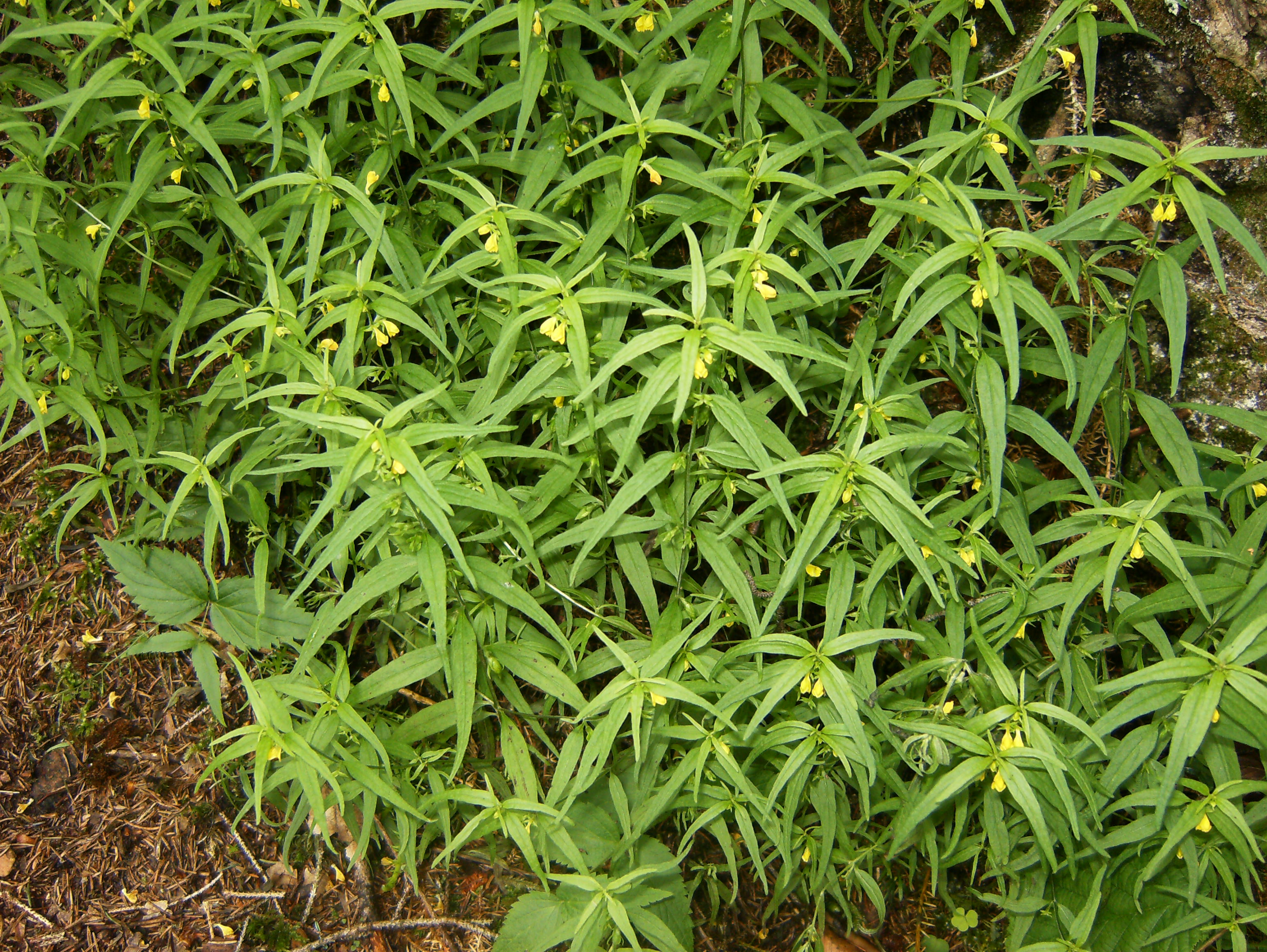
Planten
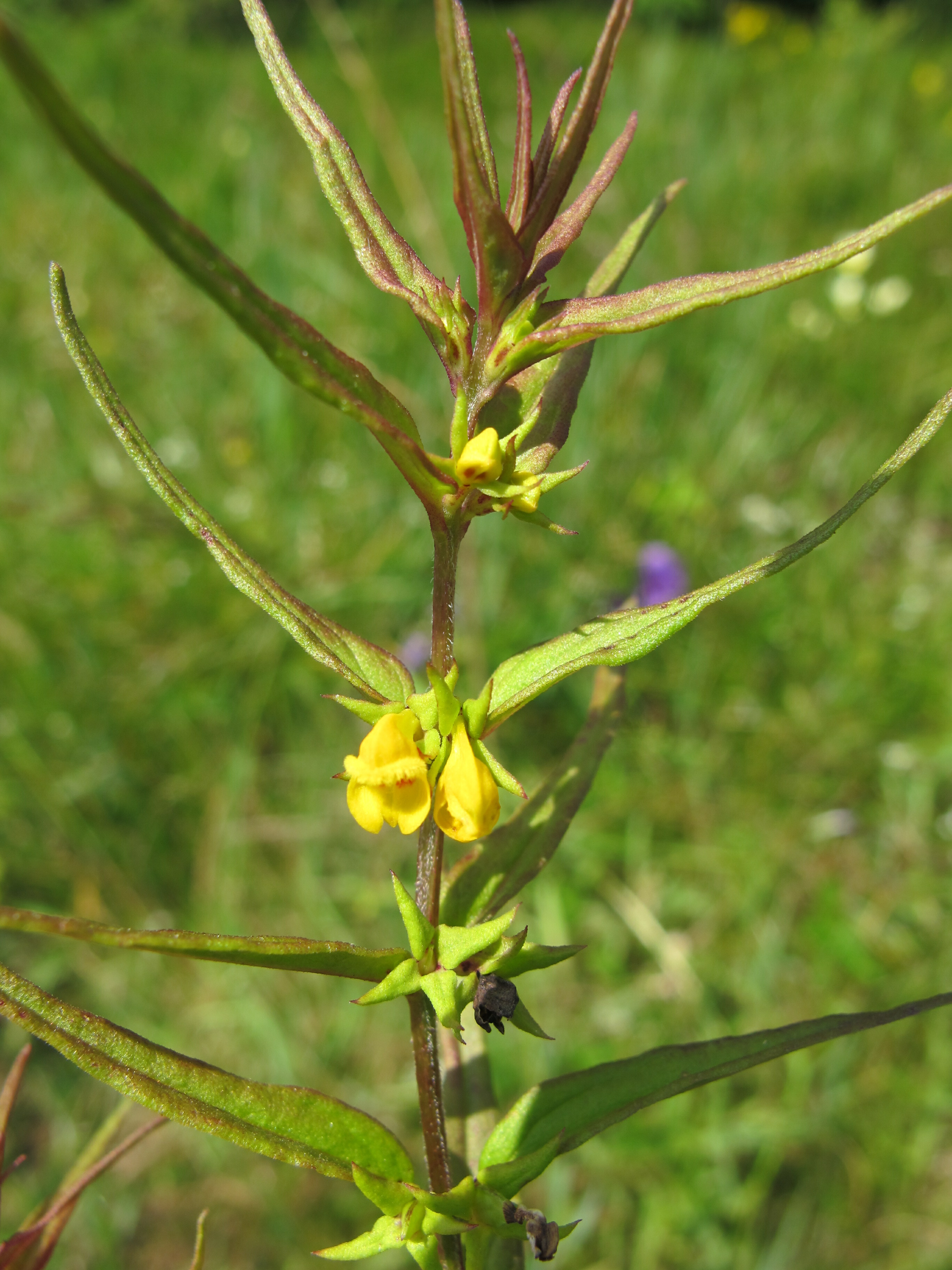
Bloemen
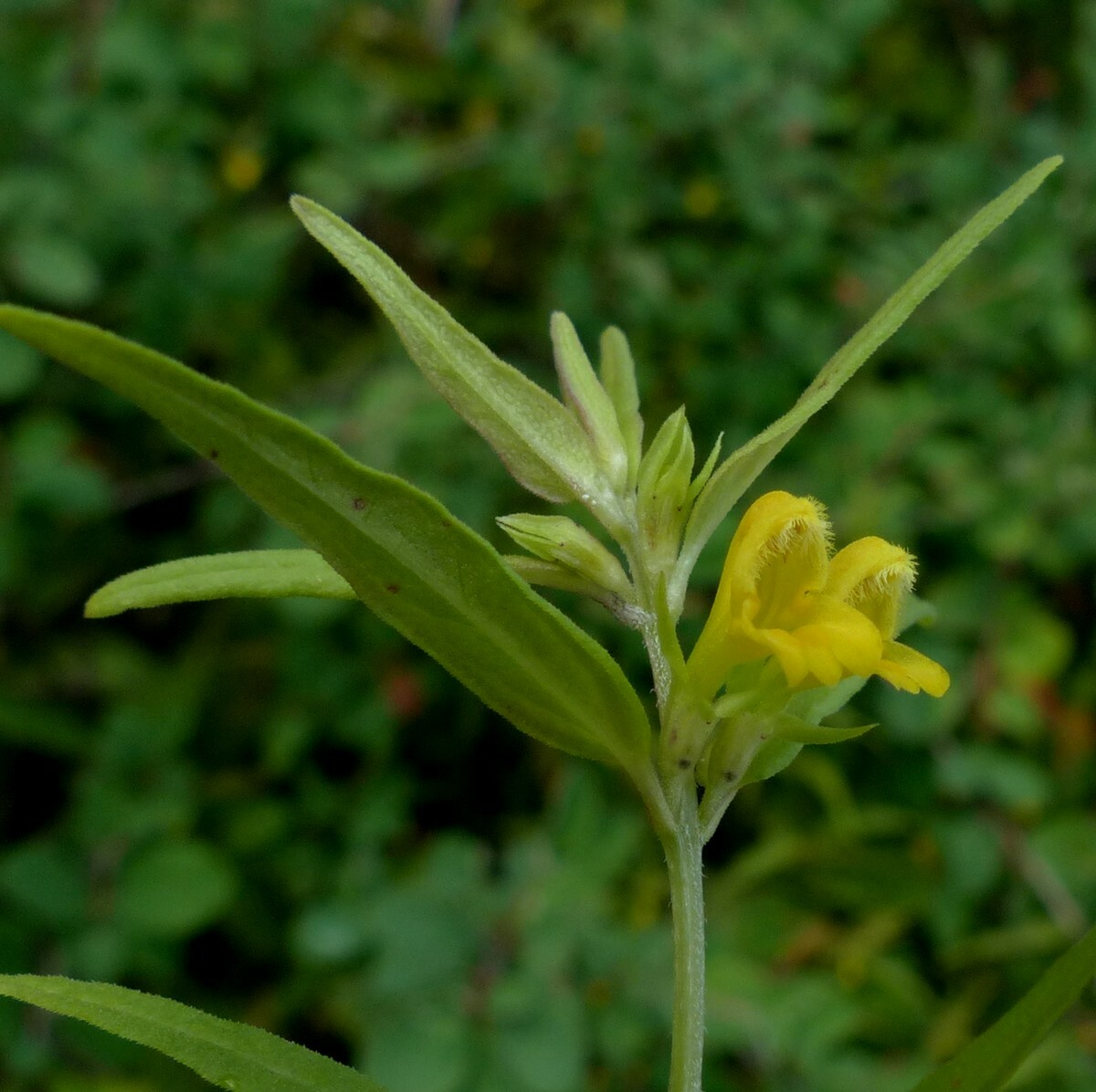
Bloemen
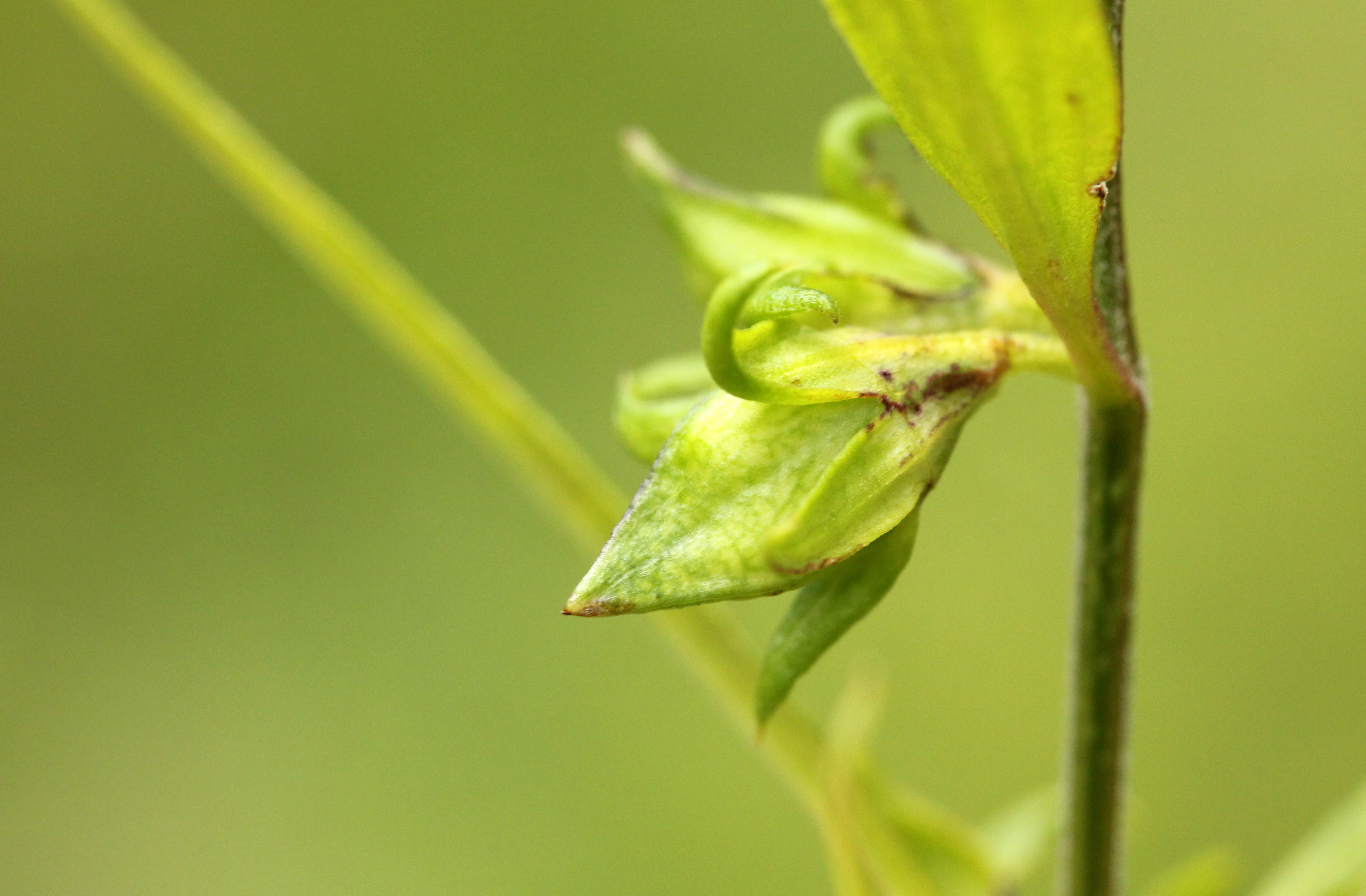
Jonge vrucht